# Фрассинето-По
Фрассинето-По (итал. Frassineto Po) — коммуна в Италии, располагается в регионе Пьемонт, в провинции Алессандрия.
Население составляет 1455 человек (2008 г.), плотность населения составляет 50 чел./км². Занимает площадь 29 км². Почтовый индекс — 15040. Телефонный код — 0142.
Покровителем коммуны почитается святитель Амвросий Медиоланский, празднование 7 декабря.

## Демография
Динамика населения:

## Администрация коммуны
- Официальный сайт: http://www.comune.frassinetopo.al.it